# El corazón de la luna
El corazón de la luna es una película peruana de 2021 de los géneros drama y ciencia ficción dirigida por Aldo Salvini y protagonizada por Haydeé Cáceres. La película narra la historia de M, una anciana sin hogar a la que un día se le aparece un ángel mecánico que le cambiará la vida.
La película fue seleccionada por el Ministerio de Cultura como la representante peruana para competir en la 95.ª edición de los Premios Óscar en la categoría Mejor Película Internacional.

## Elenco
- Haydeé Cáceres como M
- Bruno Balbuena como Yawarbot
- Sergio Velazco como Niño
- Mirta Urbina como Soldador
- César Chirinos como Momia

## Producción
La película fue producida íntegramente por el Centro de Creación Audiovisual de la Universidad de Lima (Crea). El guion se le fue entregado a Gerardo Arias, encargado de la productora, hace más de cinco años bajo el título de Perro Negro.

## Lanzamiento
La cinta tuvo su estreno internacional en el Sci-Fi-London Film Festival el 26 de octubre del 2021, donde recibió el premio a Mejor Largometraje. La película tendrá un estreno en cines peruanos el 27 de octubre de 2022.

## Recepción
La película atrajo a 7.5 mil espectadores en su primer fin de semana en cines. Durante su segunda semana alcanzó los 15 mil espectadores.

## Premios y Nominaciones
| Año  | Festival                                                            | Categoría                     | País           | Resultado   | Referencia |
| ---- | ------------------------------------------------------------------- | ----------------------------- | -------------- | ----------- | ---------- |
| 2021 | Festival Sci-Fi London                                              | Mejor película                | Reino Unido    | Ganadora    | [ 1 ]      |
| 2021 | Festival Sci-Fi London                                              | Mejor banda sonora            | Reino Unido    | Nominada    |            |
| 2021 | Festival Sci-Fi London                                              | Mejor dirección de arte       | Reino Unido    | Nominada    |            |
| 2021 | Festival Internacional de Cine Independiente y de Autor de Canarias | Mejor película                | España         | Nominada    | [ 10 ]     |
| 2021 | Festival Sydney Science Fiction Film                                | Mejor actriz (Haydeé Cáceres) | Estados Unidos | Ganadora    | [ 11 ]     |
| 2022 | festival de cine fantástico de Porto Alegre                         | Mejor actriz (Haydeé Cáceres) | Brasil         | Ganadora    | [ 10 ]     |
| 2022 | The Boston Science Fiction Film Festival                            | Mejor actriz (Haydeé Cáceres) | Estados Unidos | Ganadora    | [ 10 ]     |
| 2022 | The Boston Science Fiction Film Festival                            | Mejor película                | Estados Unidos | Ganadora    | [ 10 ]     |
| 2022 | Premios Oscar                                                       | Mejor película extranjera     | Estados Unidos | Prenominada |            |
| 2023 | Premios Luces                                                       | Mejor película                | Perú           | Nominada    |            |
| 2023 | Premios Luces                                                       | Mejor actriz (Haydeé Cáceres) | Perú           | Ganadora    |            |